# پرایمس
پرایمس (انگلیسی: Primus) گروه راک آمریکایی است که در ال سوبرانت، کالیفرنیا در سال ۱۹۸۴ تشکیل شده است. نوازنده‌های فعلی گروه لس کلیپول (خواننده / نوازندهٔ بیس)، لری لالونده (نوازندهٔ گیتار) و تیم الکساندر (درامر) هستند. پرایمس در ابتدا توسط کلیپول و تاد هوث (گیتاریست) شکل گرفت و مدتی بعد جی لین (درامر) به آن‌ها ملحق شد. هوث و لین دو سال بعد گروه را ترک کردند و جای آن‌ها را لالوند و الکساندر گرفتند.
موسیقی پرایمس بر محوریت ساز بیس است و اشعار نامتعارف نیز جزء ویژگی‌های منحصر به این گروه است.